# Toxoneuron abdominale
Toxoneuron abdominale är en stekelart som beskrevs av Cresson 1873. Toxoneuron abdominale ingår i släktet Toxoneuron och familjen bracksteklar. Inga underarter finns listade i Catalogue of Life.